# Gerhard Josten

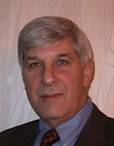
Gerhard Josten

Gerhard Josten (* 3. Mai 1938 in Duisburg) ist ein deutscher Schachhistoriker und Schachkomponist aus Köln. In beiden Bereichen ist er auch als Buchautor tätig gewesen. Seine aktuellen Interessen liegen inzwischen in der Literatur, der Kunst und der Fotografie. Diese Hobbys sind auf seiner Webseite "www.gerhard-josten.de" im Detail aufgeführt.

## Schach
Josten begann erst im Alter von etwa 50 Jahren zu komponieren und hat sich nach Versuchen mit orthodoxen Schachproblemen auf Studien spezialisiert, für die er auch Turniere ausrichtet. Insgesamt sind von ihm etwa 150 Kompositionen erschienen. Neben seiner kompositorischen Tätigkeit erforscht Gerhard Josten auch die Geschichte des Schachspiels. Außer seinen Büchern schreibt er auch Artikel für Schachzeitschriften, etwa für die Rochade Europa, in der er mit Gerd Wilhelm Hörning die Serie Ausgerechnete: Endspiele veröffentlichte.
|   | a | b | c | d | e | f | g | h |   |
| 8 |   |   |   |   |   |   |   |   | 8 |
| 7 |   |   |   |   |   |   |   |   | 7 |
| 6 |   |   |   |   |   |   |   |   | 6 |
| 5 |   |   |   |   |   |   |   |   | 5 |
| 4 |   |   |   |   |   |   |   |   | 4 |
| 3 |   |   |   |   |   |   |   |   | 3 |
| 2 |   |   |   |   |   |   |   |   | 2 |
| 1 |   |   |   |   |   |   |   |   | 1 |
|   | a | b | c | d | e | f | g | h |   |

Das Wesen dieser Stellung ist seit der Publikation von K. Stähle, 464.Deutsche Schachblätter, 1931 gut bekannt. Obwohl beide Positionen inhaltlich eng verwandt sind, verläuft die Lösung hier etwas anders:

1. Lg1–h2 Kf1–e2

2. Kh3–g4 Ke2–d3

3. Kg4–f5 Kd3–c3

4. Lh2–d6! Kc3–c4

5. Kf5–e6 Kc4–b5

6. Ke6–d7 Kb5–b6

7. Kd7–c8 a7–a5

8. Kc8–b8 und Gewinn
NONA ist ein Schachklub in Tiflis, in dem sich viele georgische Schachkomponisten, etwa Iuri Akobia, Wascha Neidse und Dawit Gurgenidse treffen. Er wurde nach Nona Gaprindaschwili benannt.
Im Jahre 2011 veröffentlichte Josten den Roman Aljechins Gambit, in dem er sich auf belletristische Weise den ungeklärten Fragen um den Tod von Schachweltmeister Alexander Aljechin annähert.

## Privates
Gerhard Josten ist verheiratet und hat einen Sohn und zwei Töchter. Früher war er beruflich mit dem Bau von Autobahnen beschäftigt. In seiner Freizeit malt er Ölgemälde und Aquarelle. Ferner verfasst er viele Bücher mit unterschiedlichen Themen.

## Werke (Auswahl)
- Gerhard Josten: Der Läufer war eine Dame. Rochade Europa. 1995, ISBN 3-920748-31-X (Schachgeschichte)
- Gerhard Josten: Ein bisschen unsterblich wie Schach. Books on Demand. 2005, ISBN 3-8334-2101-0 (Roman)
- Gerhard Josten: Schach auf Ölgemälden. Books on Demand. 2006, ISBN 3-8334-5013-4
- Gerhard Josten et al.: Wege zu Schachstudien. Neu Jung Verlag. 2006, ISBN 3-933648-29-7
- Gerhard Josten et al.: A Study Apiece. SAAR-Schach-Agentur Edition Jung. 2010, ISBN 978-3-933648-38-9
- Gerhard Josten: Aljechins Gambit. Verlag Helmut Ladwig. 2011, ISBN 978-3-941210-34-9 (Roman)
- Gerhard Josten: Ein All ohne Knall. Shaker Media GmbH. 2011, ISBN 978-3-86858-787-6 (Sachbuch)
- Gerhard Josten: Auf der Seidenstraße zur Quelle des Schachs. Diplomica Verlag GmbH. 2014, ISBN 978-3-8428-9219-4
- Gerhard Josten: Warum Tandem? Verlag Helmut Ladwig. 2011, ISBN 978-3-941210-35-6
- Gerhard Josten: Lust und Last des Alterns. Verlag Haag + Herchen. 2015, ISBN 978-3-89846-742-1
- Gerhard Josten: Über die Wolken. Rediroma Verlag. 2015, ISBN 978-3-86870-859-2